# Зенон (Византийска империя)
Вижте пояснителната страница за други личности с името Зенон.
Флавий Зенон (на латински: Flavius Zeno; на гръцки: Ζήνων) е един от най-видните ранни източноримски императори. Причисляван е към т.нар. Тракийска династия („Династия на Лъв“). Управлява от 474 до 475 г., когато е свален при преврат, но отново се възкачва и управлява повторно през 476 – 491 г.
Зенон е активен и енергичен владетел, но неговото управление е затруднено от чести бунтове, междуособици и религиозни разногласия. Той се опитва да контролира остатъците от Римската империя на запад и в същото време допринася много за стабилизирането на Изтока, макар това да коства много жертви.

## Произход и възкачване
По произход Зенон е исавър, с истинско име Тарасикодиса (Tarasicodissa, т.е. „Тарасис, син на Кодиса“), главатар на планинско полунезависимо племе от областта Исаврия, Северна Сирия. Баща му се казва Кодиса (Kodisa), а майка му Лалис. По-голям брат е на Флавий Лонгин (консул 486 г.).
Тарасис бил женен за Аркадия, от константинополската аристокрация. Според легендата има две дъщери, Хилария и Таопеста, посветени на християнския живот. Вероятно е роднина на исаврийския пълководец Флавий Зенон (консул 448 г.). Зенон и Аркадия живеят от средата на 460-те години в Константинопол.
Отряди исаврийци служили във войската на Източната Римска империя заедно с други от различни народности. Император Лъв I Тракиец решава да увеличи ролята им като начин за противодействане на станалата твърде силна фракция на готите. Лъв I забелязва Тарасикодиса, след като през ок. 464 г. той му показал 466 документи, които правят Ардабур, сина на пълководеца Аспар, заподозрян, че готви преврат. Лъв повикал Тарасикодиса в Константинопол, за да го направи един от главните си военачалници в борбата срещу готите. След това той е направен зет и престолонаследник на императора, жени се за императорската дъщеря Елия Ариадна, променя името си на Зенон, а след смъртта на император Лъв I през януари 474 г., Зенон става съимператор на малолетния Лъв II, негов син от Ариадна. Когато Лъв II се разболява и преждевременно умира при неясни обстоятелства, само след около девет месеца на съвместно управление, Зенон е провъзгласен за източноримски (византийски) император (през ноември 474 г.), въпреки всеобщото недоволство.

## Управление
През януари 475 г. Василиск, брат на Елия Верина – тъщата на Зенон, узурпира трона с нейна помощ и Зенон е принуден да избяга от Константинопол в родовите си земи в Анатолия. Но Василиск бързо губи популярност в столицата, докато Зенон организира малоазийските войски срещу него. 20 месеца по-късно Зенон се завръща на власт, подкрепен от исаврийците, сваля узурпатора Василиск и сурово наказва своите противници.

### Край на Западната империя
По времето на Зенон е сложен край на Римската империя на запад, след свалянето на последните императори Непот и Ромул Августул от техните варварски военачалници. Тези събития се отбелязват от повечето историци като края на античната епоха.
През септември 476 г., само няколко седмици след второто възкачване на Зенон, германският вожд Одоакър детронира Ромул Августул в Равена и по-късно изпраща в Константинопол отличителните знаци на последния западен император, като знак, че Зенон вече е единственият законен владетел на цялата Римска империя. В замяна на този жест на лоялност Зенон признава реалната власт на Одоакър, който е удостоен със сан на патриций и управлява в Италия от името на императора. Фактически обаче влиянието на източната империя в западните земи е минимално. Неспособен да се намесва в политиката на Одоакър, Зенон в крайна сметка изпраща готът Теодорих срещу него.

### Войни с готите
При управлението на Зенон се водят много конфликти с готските главатари в Мизия и Панония. Балканските провинции на империята са жертва на непрестанните нахлувания на варварите. Още през 474 г. готския предводител Теодорих Страбон вдига въстание и участва в преврата срещу Зенон. По-късно императора безуспешно се опитва да подкупи и привлече на своя страна друг готски военачалник – Теодорих Амал. Според Йоан Антиохийски след съюза между Теодорих Триарий и Теодорих Валамер, които опустошавали тракийските градове, Зенон извикал българите за съюзници (ок. 480 – 1 г.). Мизийските готи успяват да се защитят от българите и отново вдигат въстания против Зенон. Това продължава до 487 г., когато императора сключва споразумение с Теодорих – остготите са изпратени срещу Одоакър в Италия, където получават правото да се заселят и да основат държава. Готското присъствие на Балканите приключва.

### Вътрешни борби
В 479 и 480 г. поддръжниците на Маркиан (узурпатор), внук на император Маркиан, вдигат две въстания срещу Зенон: в столицата и в Мала Азия. В Константинопол избухват размирици, при които императора едва не попада в плен. Ситуацията е овладяна от лоялните му войски. Узурпаторът е победен, пощаден и изпратен в манастир, но по-късно отново участва в заговор срещу властта. През 484 г. исаврийският генерал Ил и, отново Верина, тъщата на Зенон, въстават срещу императора, опитвайки се да наложат неговия съперник Леонтий на трона, но те окончателно са разгромени в Мала Азия четири години по-късно.
През 482 г. Зенон издава едикта Енотикон (Henotikon, „Единение“) с цел да разреши спора между монофизитите и ортодоксалните християни. В едикта се обявяват решенията от първите три Вселенски събора, но важният въпрос за Христовата природа умишлено не е засегнат. Подписването на „Енотикона“ от египетския патриарх Акакий става повод за анатемосването му от папа Феликс III. Така се стига до т.нар. Акакиева схизма, продължила 35 години, в които няма контакт между източната и западната християнска църква. Въпреки че полага опити да помири религиозните фракции и да спечели популярност, Зенон остава един от най-мразените императори в Константинопол, което най-вече се дължи на произхода и неспокойното му властване, както и на проявяваната от него жестокост. Във византийските хроники Зенон Исаврянина получава репутацията на агресивен и недодялан полуварварин.
Зенон умира на 9 април 491 г., вероятно вследствие на епилептичен пристъп. Според легендата Зенон се събужда три дни след погребението си, но никой не пожелава да отговори на виковете за помощ и да отвори гробницата.